# Свитави (район)
Район Свитави (чеш. Okres Svitavy) — один из 4 районов Пардубицкого края Чешской Республики. Административный центр — город Свитави. Площадь района — 1 378,56 кв. км., население составляет 105 864 человека. В районе насчитывается 116 общин, из которых 7 — города и 1 — местечко. 4 общины имеют расширенные полномочия.

## География
Район расположен в юго-восточной части края. Граничит с районами Усти-над-Орлици и Хрудим Пардубицкого края; Шумперк, Оломоуц и Простеёв Оломоуцкого края; Бланско Южноморавского края и Ждяр-над-Сазавой края Высочина.
Через район проходит граница между историческими областями Чехия (Богемия) и Моравия. 44 муниципалитета, в которых проживает 48 864 человека, находятся в Моравии, 67 — в Чехии (50 885 жителей). 5 населённых пунктов находится прямо на границе (4837 человек).

## Города и население
Данные на 2009 год:
| Город                 | Население |
| --------------------- | --------- |
| Свитави               | 17 458    |
| Моравска-Тршебова     | 11 027    |
| Литомишль             | 10 312    |
| Поличка               | 8999      |
| Евичко                | 2874      |
| Бржезова-над-Свитавоу | 1726      |
| Бистре                | 1653      |

| Всего           | Женщин           | Мужчин           |
| --------------- | ---------------- | ---------------- |
| 105 864 (100 %) | 53 557 (50,59 %) | 52 307 (49,41 %) |

Средняя плотность — 77 чел./км²; 51,05 % населения живёт в городах.

## Достопримечательности
Водоём Моравичанске-Езеро и прилегающая к нему местность, признаный охраняемой природной территорией: как часть охраняемой ландшафтной области Литовельске-Поморави и с 1994 до 2010 года — в статусе природного резервата.